# 감마 (래퍼)
감마(1992년 12월 1일 ~ )는 대한민국의 래퍼다. 2020년 8월 미니앨범 [S2]로 데뷔했다.

## 방송
- 랩:퍼블릭 (2024)

## 음반
- S2 (2020)
- BEWARE OF THE D.O.G (2020)
- ARIA: days before Sunday (2021)
- drugonline gate (2021)
- Dingo X gamma,unofficialboyy,영독,Young Chang,obiegogle(오비고글),에이칠로 (ACHILLO) (2022)
- ARIA II : Vendetta (2022)
- 일렁 (2023)
- Y&G (2024)